# Tưởng Hùng
Tưởng Hùng (蒋雄) là một nhân vật trong tiểu thuyết Phong Thần Diễn Nghĩa (封神演义) của triều đại Minh, là một tướng quân của nhà Tây Chu. Vũ khí của ông là Thần Trảo Kim Nữu sách (神抓金纽索). 

## Tiểu sử
Khi Khổng Tuyền triệu tập quân đội tại Kim Kê Lĩnh để chống lại nhà Chu, Hoàng Phi Hổ , Văn Sinh, Thôi Anh, Sùng Hắc Hổ và Tưởng Hùng cùng nhau giao chiến với Cao Kế Năng , phá giải phép của Cao Kế Năng và giết chết ông ta .Sau đó, Trương hùng và bốn người còn lại bị Trương Khuê sát hại trong trận tại Dẫn Trì huyện .
Cuối cùng, ông được phong làm một trong Ngũ Nhạc Đại Đế (五岳正神) với danh hiệu Tây nhạc Hoa sơn Kim thiên Nguyện thánh đại đế (西岳华山金天顺圣大帝).